# Гаджо
Гаджо́, или гаджё (мн. ч. «гадже́») — в цыганской философии обозначение человека, не имеющего романипэ. Таким может быть даже этнический цыган, воспитанный вне рамок цыганской культуры, не имеющий цыганских качеств и не стремящийся принадлежать к цыганскому сообществу. Но всё-таки обычно «гаджо» практически означает «нецыган». Само слово происходит от индийского слова «гавджа» — «деревенский житель» (предки цыган были артистами и ремесленниками) и является однокоренным к цыганскому слову «гав» (деревня).
Отношения цыган и гадже со стороны цыган почти не регулируются «цыганским законом». Два основных правила (рекомендации) гласят: «при отношениях с гадже цыгану лучше придерживаться правил, законов и ограничений нецыганского общества» и «обращайся с гаджо так, как он обращается с тобой». Цыганский закон также рекомендует избегать браков с гадже, хотя и не запрещает этого.
Некоторые правила «цыганского закона» одинаковы для отношений с гадже и с цыганами. Сюда входят табу на такие действия, как убийство, изнасилование, нанесение серьёзного физического ущерба, создание условий, которые могут привести к смерти, здесь же и правила общения с гостем, предписывающие заботу о его комфорте.
Слово при употреблении может иметь оттенок снисходительности, превосходства (цыгана над непричастным к романипэ), но в качестве уничижительного цыганами не используется. Для «плохого гаджо» существуют отдельные слова.

## Заимствование термина в другие языки
Слово гаджо (в виде gaĝo) заимствовано в похожем значении в международном языке эсперанто. В некоторых текстах можно встретить его как короткое обозначение людей, не знающих эсперанто и не знакомых с реалиями эсперанто-движения.